# Gunther Schuller
Pour les articles homonymes, voir Schuller.
 (juin 2015).
Si vous disposez d'ouvrages ou d'articles de référence ou si vous connaissez des sites web de qualité traitant du thème abordé ici, merci de compléter l'article en donnant les références utiles à sa vérifiabilité et en les liant à la section « Notes et références ».
Gunther Schuller est un compositeur, corniste et chef d'orchestre américain, né le 22 novembre 1925 à New York et mort le 21 juin 2015 à Boston. Il est un des principaux représentants du Third Stream (« Troisième courant »).

## Biographie
Fils d’un violoniste de l’orchestre philharmonique de New York, Gunther Shuller étudie à la St Thomas Choir School (1938-1942) puis à la Manhattan School of Music. Il commence sa carrière comme instrumentiste, jouant du cor, notamment dans l’orchestre symphonique de Cincinnati (1943-1945) puis dans l’orchestre du Metropolitan Opera de New York (1949-1959). 
Dès la fin des années 1940, il commence  à composer. On retrouve dans ses œuvres les influences de Schönberg, Babbitt et Stravinsky mais aussi celle du jazz. Il participe d’ailleurs en 1949, comme corniste, au nonette de Miles Davis, l’orchestre phare du cool jazz. Il fréquente assidûment les milieux du jazz, tout en restant dans le monde de la musique classique et contemporaine. Peu à peu, il va délaisser sa carrière d’instrumentiste, pour mener de front une carrière d’enseignant, de musicologue, de chef d’orchestre et de compositeur.
Comme pédagogue, il a travaillé, entre autres, à l’École de jazz de Lenox (Massachusetts) et a dirigé le New England Conservatory de Boston (1967-1977). 
Comme musicologue, il a écrit de nombreux articles (dans Jazz review,…) et des ouvrages théoriques comme Early jazz : Its roots and development (1968) (voir bibliographie en annexe). Il a aussi donné de nombreuses conférences de par le monde.
Comme « organisateur d’événements », il a été directeur musical des festivals de jazz de Monterey (1961), de Washington (1962) et de Tanglewood (1963), du festival de « Musique romantique américaine » de Boston. Il a organisé de nombreux concerts et présidé à l’enregistrement de pièces rares du répertoire classique ou jazz américain.
Comme chef d’orchestre, on l'a vu diriger successivement l’Orchestra USA, le New England Conservatory Ragtime Ensemble, le New England Conservatory Jazz Repertory Orchestra et le Columbia Chamber Ensemble. Outre ses propres œuvres et des pièces du répertoire classique ou contemporain, Schuller a aussi dirigé des œuvres rarement jouées (l’opéra Treemoshina de Scott Joplin) et des reprises de pièces du jazz des années 1920-30 (morceaux du répertoire des orchestres de Paul Whiteman, Earl Hines, Benny Moten, Sam Wooding, Jim Europe ou des McKinney’s Cotton Pickers).
Comme compositeur, il a abondamment écrit (plus de 160 œuvres) : musique orchestrale, musique de chambre mais aussi opéras. Son éclectisme et une certaine tendance à l’éparpillement ont valu à Gunther Schuller d’être un peu marginalisé par rapport aux autres compositeurs de musique contemporaine américaine, considérés comme plus « respectables ». Compositeur assez inclassable, il est en fait surtout connu comme principal initiateur, avec John Lewis du « troisième courant » (« Third stream »), tentative de fusion entre la musique classique et le jazz.

## Enregistrements

### Compositeur
- Gunther Schuller: Of Reminiscences and Reflections (1993) The Past Is in the Present (1994) Concerto for Organ and Orchestra (1994)[1] sorti en 1995 avec Radio-Philharmonie Hannover du Norddeutscher Rundfunk, Gunther Schuller, chef; le Calgary Philharmonic Orchestra, Mario Bernardi, chef; James Diaz, orgue.

### Arrangeur
- John Lewis, The Modern Jazz Society Presents a Concert of Contemporary Music (en) (Norgran, 1955)[2],[3]
- John Lewis, Django (Verve, 1955)
- Joe Lovano, Rush Hour (en) (Blue Note, 1994)

### Chef
- Modern Jazz Quartet, Exposure (Atlantic, 1960)[4],[5]
- Dizzy Gillespie, Perceptions (en) (Verve, 1961)
- John Lewis, Jazz Abstractions (Atlantic, 1961)
- Charles Mingus, Mingus Revisited (en) (Limelight, 1960)
- Charles Mingus, Epitaph (en) (Columbia, 1990)
- New England Ragtime Ensemble (en), Scott Joplin: The Red Back Book (en) (Capitol, 1973)
- Houston Grand Opera, Scott Joplin: Treemonisha (Deutsche Grammophon, 1976)
- Gerard Schwarz, Turn of the Century Cornet Favorites (CBS/Columbia, 1977)[6],[7]

### Sideman
Avec Gigi Gryce
- Smoke Signal (Signal, 1955)
- In a Meditating Mood (Signal, 1955)
- Speculation (Signal, 1955)
- Kerry Dance (Signal, 1955)[2],[8]

toutes les pistes sont sur : Nica's Tempo (en)
Avec John Lewis
- Le Coup de l'escalier (Odds Against Tomorrow) (bande originale) (United Artists, 1959)
- The Golden Striker (en) (Atlantic, 1960)
- The Wonderful World of Jazz (en) (Atlantic, 1960)
- Essence (en) (Atlantic, 1962)

Avec Mitch Miller
- Conversation Piece (Columbia, 1951)
- Horns O' Plenty (Columbia, 1951)
- Horn Belt Boogie (Columbia, 1951)
- Serenade For Horns (Columbia, 1951)[9]

Avec Frank Sinatra
- Come Back to Sorrento (Columbia, 1950)
- April in Paris (Columbia, 1950)
- I Guess I'll Have to Dream the Rest (Columbia, 1950)
- Nevertheless I'm in Love with You (en) (Columbia, 1950)[10]

Autres
- Miles Davis, Birth of the Cool (Capitol, 1949/50, released 1957)
- Dizzy Gillespie, Gillespiana (en) (Verve, 1960)
- Dizzy Gillespie, Carnegie Hall Concert (en) (Verve, 1961)
- Johnny Mathis, Prelude to a Kiss (en) (Columbia, 1956)[11]
- Johnny Mathis, Fly Me to the Moon (Columbia, 1956)
- Gerry Mulligan, Holliday with Mulligan (en) (DRG, 1980)
- Julius Watkins, French Horns for My Lady (en) (Philips, 1962)

## Publications
- Gunther Schuller, L'histoire du jazz. Tome 1. Le premier jazz : des origines à 1930, Editions parenthèses, 1998
- (en) Gunther Schuller, Musings: The Musical Worlds of Gunther Schuller : A Collection of His Writings, Da Capo, 1999
- (en) Gunther Schuller, The Compleat Conductor, Oxford University Press, 1998
- (en) Gunther Schuller, Horn Technique, Oxford University Press, 1962
- (en) Gunther Schuller, Early Jazz: Its Roots and Musical Development, Oxford University Press, 1998
- (en) Gunther Schuller, The Swing Era: The Development of Jazz, 1930-1945, Oxford University Press, 2005
- (en) Chris Albertson et Gunther Schuller, Bessie Smith: Empress of the Blues, Schirmer Books, 1975.